# Long Ashton
Long Ashton är en ort och civil parish i Storbritannien.   Den ligger i kommunen North Somerset och riksdelen England, i den södra delen av landet, 180 km väster om huvudstaden London. Long Ashton ligger 56 meter över havet och antalet invånare är 4 032.
Terrängen runt Long Ashton är huvudsakligen platt, men åt nordväst är den kuperad. Terrängen runt Long Ashton sluttar norrut. Runt Long Ashton är det tätbefolkat, med 493 invånare per kvadratkilometer. Närmaste större samhälle är Bristol, 5,3 km nordost om Long Ashton. Trakten runt Long Ashton består i huvudsak av gräsmarker.